# Antonio Buttafogo
Antonio Buttafogo (anche Buttafuoco) (fl. XVIII-XIX secolo) è stato un pittore italiano, attivo tra il 1772 e il 1817.

## Biografia
A Padova nel 1776 dipinse Il Transito di Sant'Antonio per la Sala Capitolare della Scuola del Santo. Sempre a Padova partecipò con Paolo Guidolini alla decorazione di alcuni ambienti al piano terra e in una sala al piano nobile di palazzo Frigimelica-Selvatico, con attestazioni  di firme e documenti di pagamento dell'agosto-settembre 1778.
Trasferitosi a Venezia, affrescò vari palazzi, tra cui Ca' Pesaro.